# Коефіцієнт Джині

Коефіцієнт Джині розподілу доходу для країн світу (згідно з даними 2014 року)

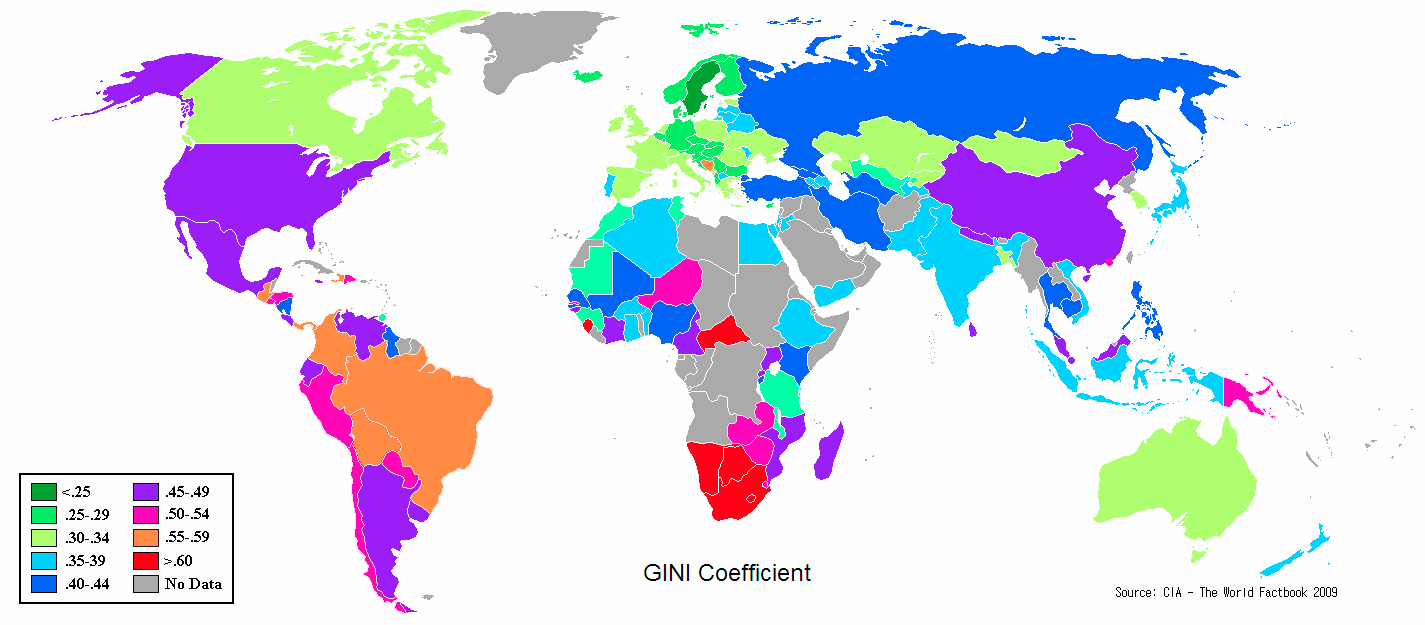
Коефіцієнт Джині розподілу доходу для країн світу (згідно з даними 2009 року)

Коефіціє́нт Джи́ні — показник нерівності розподілу деякої величини чисел, що приймає значення між 0 і 1, де 0 означає абсолютну рівність (величина приймає лише одне значення), а 1 позначає повну нерівність. Найбільш відомим коефіцієнт є як міра нерівності доходів домогосподарств деякої країни чи регіону. Коефіцієнт Джині для доходів домогосподарств є найпопулярнішим показником економічної нерівності в країні.
Окрім нерівності доходів, коефіцієнт Джині також рахують для нерівності багатства (майна і капіталу), ці два показники часто суттєво відрізняються.

## Визначення

Графічне представлення коефіціє́нту Джи́ні

Коефіцієнт Джині найпростіше визначити за допомогою кривої Лоренца, що зображує частку величини y, що зосереджується на x % популяції з найменшим значенням цієї величини. Наприклад для розподілу доходів точка (20 %, 10 %) лежатиме на кривій Лоренца, якщо сукупний дохід двадцяти відсотків найбідніших домогосподарств рівний десяти відсоткам сукупного доходу всіх домогосподарств. Коефіцієнт Джині рівний відношенню площі області, утвореної кривою Лоренца і прямою повної рівності (прямою під кутом 45°), до площі трикутника, утвореного прямою повної рівності і прямими y = 0, x = 1. На малюнку перша область позначена сірим кольором, трикутник є об'єднанням фігур сірого і синього кольорів. Якщо позначити площі відповідних фігур A і B, то можна записати формулу G = A / (A + B). Оскільки A + B = 0,5 то також справедлива формула G = 2 · A = 1 – 2 · B.
Якщо весь дохід є рівномірно розподілений, то крива Лоренца збігається з прямою повної рівності і значення коефіцієнта Джині рівне нулю.

## Обчислення
Якщо крива Лоренца задана у виді функції Y = L(X), то користуючись формулою G = 1 – 2 · B і визначенням площі фігури через інтеграл можна записати:
{\displaystyle G=1-2\,\int _{0}^{1}L(X)dX.}
У багатьох випадках можна обчислити коефіцієнт Джині без прямого визначення кривої Лоренца. Наприклад якщо для деякої генеральної сукупності елементів відомі значення величини yi, i = 1 to n, причому (yi ≤ yi+1) то для обчислення коефіцієнта Джині можна використати формулу:
{\displaystyle G={\frac {1}{n}}\left(n+1-2\left({\frac {\Sigma _{i=1}^{n}\;(n+1-i)y_{i}}{\Sigma _{i=1}^{n}y_{i}}}\right)\right)}
Або простіше:
{\displaystyle G={\frac {2\Sigma _{i=1}^{n}\;iy_{i}}{n\Sigma _{i=1}^{n}y_{i}}}-{\frac {n+1}{n}}}
- Для дискретного розподілу з функцією ймовірностей f(y), де yi, i = 1 до n — точки з ненульовою ймовірністю, такі що (yi < yi+1) індекс Джині можна визначити за формулою:

{\displaystyle G=1-{\frac {\Sigma _{i=1}^{n}\;f(y_{i})(S_{i-1}+S_{i})}{S_{n}}}}
де
{\displaystyle S_{i}=\Sigma _{j=1}^{i}\;f(y_{j})\,y_{j}\,} and {\displaystyle S_{0}=0\,}
- Для неперервного розподілу з кусково-диференційовною функцією розподілу F(y) рівною нулю для від'ємних значень, і скінченним середнім значенням μ коефіцієнт Джині рівний:

{\displaystyle G=1-{\frac {1}{\mu }}\int _{0}^{\infty }(1-F(y))^{2}dy={\frac {1}{\mu }}\int _{0}^{\infty }F(y)(1-F(y))dy}
Часто, проте, точний вид кривої Лоренца не є відомим, і доступною є лише інформація про частку Yk розподілу величини Y для частки Xk значень із найменшими значеннями змінної Y. Наприклад, відомо загальна частка сукупного доходу для 10 % найбідніших господарств, 20 % найбідніших господарств і т. д. Тоді коефіцієнт Джині можна наближено обчислити за формулою Брауна:
{\displaystyle G=1-\sum _{k=1}^{n}(X_{k}-X_{k-1})(Y_{k}+Y_{k-1}).}

## Коефіцієнт Джині в країнах ЄС
Європейська статистична організація Євростат публікує щороку коефіцієнт Джині для кожної країни-члена ЄС. Наступна таблиця показує рейтинг станом на 2014 рік.
| Місце | Країна          | Індекс Джині, % |
| ----- | --------------- | --------------- |
| 1     | Словаччина      | 24,2            |
| 2     | Словенія        | 24,4            |
| 3     | Чехія           | 24,6            |
| 4     | Швеція          | 24,9            |
| 5     | Нідерланди      | 25,1            |
| 6     | Фінляндія       | 25,4            |
| 7     | Бельгія         | 25,9            |
| 8     | Австрія         | 27              |
| 9     | Данія           | 27,5            |
| 10    | Мальта          | 27,9            |
| 11    | Угорщина        | 28              |
| 12    | Німеччина       | 29,7            |
| 13    | Ірландія        | 30              |
| 14    | Франція         | 30,1            |
| 15    | Велика Британія | 30,2            |
| 16    | Люксембург      | 30,4            |
| 17    | Польща          | 30,7            |
| 18    | Хорватія        | 30,9            |
| 19    | Кіпр            | 32,4            |
| 20    | Італія          | 32,5            |
| 21    | Естонія         | 32,9            |
| 22    | Іспанія         | 33,7            |
| 23    | Румунія         | 34              |
| 24    | Португалія      | 34,2            |
| 25    | Греція          | 34,4            |
| 26    | Литва           | 34,6            |
| 27    | Латвія          | 35,2            |
| 28    | Болгарія        | 35,4            |

## Коефіцієнт Джині в деяких країнах по всьому світу
Організація розвитку ООН ПРООН публікує огляди розподілу доходів у більшості країн світу (де дані надходять від Світового банку). Наведена нижче таблиця є джерелом видання Організації Об'єднаних Націй у 2005 році (дані з окремих країн наведені в період 1993—2002 рр.).
| Місце | Країна               | Індекс Джині, % | Відношення сумарних доходів/витрат найбагатших 10 % до найбідніших 10 % | Відношення сумарних доходів/витрат найбагатших 20 % до найбідніших 20 % | Рік  |
| ----- | -------------------- | --------------- | ----------------------------------------------------------------------- | ----------------------------------------------------------------------- | ---- |
| 1     | Данія                | 24,7            | 8,1                                                                     | 4,3                                                                     | 2000 |
| 2     | Японія               | 24,9            | 4,5                                                                     | 3,4                                                                     | 1993 |
| 3     | Швеція               | 25              | 6,2                                                                     | 4                                                                       | 2000 |
| 4     | Чехія                | 25,4            | 5,2                                                                     | 3,5                                                                     | 1996 |
| 5     | Норвегія             | 25,8            | 6,1                                                                     | 3,9                                                                     | 2000 |
| 6     | Словаччина           | 25,8            | 6,7                                                                     | 4                                                                       | 1996 |
| 7     | Боснія і Герцоговина | 26,2            | 5,4                                                                     | 3,8                                                                     | 2001 |
| 8     | Угорщина             | 26,9            | 5,5                                                                     | 3,8                                                                     | 2002 |
| 9     | Фінляндія            | 26,9            | 5,6                                                                     | 3,8                                                                     | 2000 |
| 10    | Україна              | 28,1            | 5,9                                                                     | 4,1                                                                     | 2006 |
| 11    | Німеччина            | 28,3            | 6,9                                                                     | 4,3                                                                     | 2000 |
| 12    | Словенія             | 28,4            | 5,9                                                                     | 3,9                                                                     | 1998 |
| 13    | Хорватія             | 29              | 7,3                                                                     | 4,8                                                                     | 2003 |
| 14    | Австрія              | 29,1            | 6,9                                                                     | 4,4                                                                     | 2004 |
| 15    | Болгарія             | 29,2            | 7                                                                       | 4,4                                                                     | 2005 |
| 16    | Білорусь             | 29,7            | 6,9                                                                     | 4,5                                                                     | 2002 |
| 17    | Ефіопія              | 30              | 6,6                                                                     | 4,3                                                                     | 2000 |
| 20    | Нідерланди           | 30,9            | 9,2                                                                     | 5,1                                                                     | 1999 |
| 21    | Румунія              | 31              | 7,5                                                                     | 4,9                                                                     | 2003 |
| 24    | Канада               | 32,6            | 9,4                                                                     | 5,5                                                                     | 2000 |
| 26    | Франція              | 32,7            | 9,1                                                                     | 5,6                                                                     | 2004 |
| 28    | Бельгія              | 33              | 8,2                                                                     | 4,9                                                                     | 2000 |
| 32    | Швейцарія            | 33,7            | 9                                                                       | 5,5                                                                     | 2000 |
| 40    | Польща               | 34,5            | 8,8                                                                     | 5,6                                                                     | 2002 |
| 43    | Іспанія              | 34,7            | 10,3                                                                    | 6                                                                       | 2000 |
| 44    | Австралія            | 35,2            | 12,5                                                                    | 7                                                                       | 1994 |
| 49    | Велика Британія      | 36              | 13,8                                                                    | 7,2                                                                     | 1999 |
| 50    | Нова Зеландія        | 36,2            | 12,5                                                                    | 6,8                                                                     | 1997 |
| 53    | Індія                | 36,8            | 8,3                                                                     | 5,6                                                                     | 2004 |
| 58    | Йорданія             | 38,8            | 11,3                                                                    | 6,9                                                                     | 2003 |
| 63    | Ізраїль              | 39,2            | 13,4                                                                    | 7,9                                                                     | 2005 |
| 65    | Марокко              | 39,5            | 11,7                                                                    | 7,2                                                                     | 1999 |
| 67    | Росія                | 39,9            | 12,7                                                                    | 7,6                                                                     | 2002 |
| 73    | США                  | 40,8            | 15,9                                                                    | 8,4                                                                     | 2007 |
| 79    | Сінгапур             | 42,5            | 17,7                                                                    | 9,7                                                                     | 1998 |
| 89    | Ямайка               | 45,5            | 17,3                                                                    | 9,8                                                                     | 2004 |
| 93    | КНР                  | 46,9            | 21,6                                                                    | 12,2                                                                    | 2004 |
| 107   | Аргентина            | 51,3            | 40,9                                                                    | 17,8                                                                    | 2007 |
| 116   | Бразилія             | 57              | 51,3                                                                    | 21,8                                                                    | 2004 |
| 117   | ПАР                  | 57,8            | 33,1                                                                    | 17,9                                                                    | 2000 |
| 122   | Ботсвана             | 60,5            | 43                                                                      | 20,4                                                                    | 1993 |
| 123   | Лесото               | 63,2            | 105                                                                     | 44,2                                                                    | 2002 |
| 124   | Намібія              | 74,3            | 128,8                                                                   | 56,1                                                                    | 2003 |